# Curvostylus chloridula
Curvostylus chloridula är en insektsart som beskrevs av Naudé 1926. Curvostylus chloridula ingår i släktet Curvostylus och familjen dvärgstritar. Inga underarter finns listade i Catalogue of Life.